# Ярданги

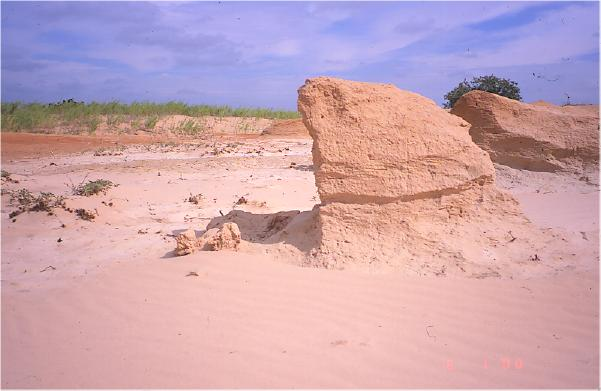
Ярданги в Техасе

Ярданги — эоловые формы рельефа, возникающие под действием ветра, преимущественно в районах с аридным климатом (пустыни, полупустыни). Представляют собой узкие параллельные, вытянутые вдоль господствующего ветра прямолинейные с асимметричными крутыми склонами борозды и разделяющие их острые гребни, образующиеся в пустынях на поверхности глинистых и суглинистых или более плотных пород. Высота ярдангов достигает нескольких метров.

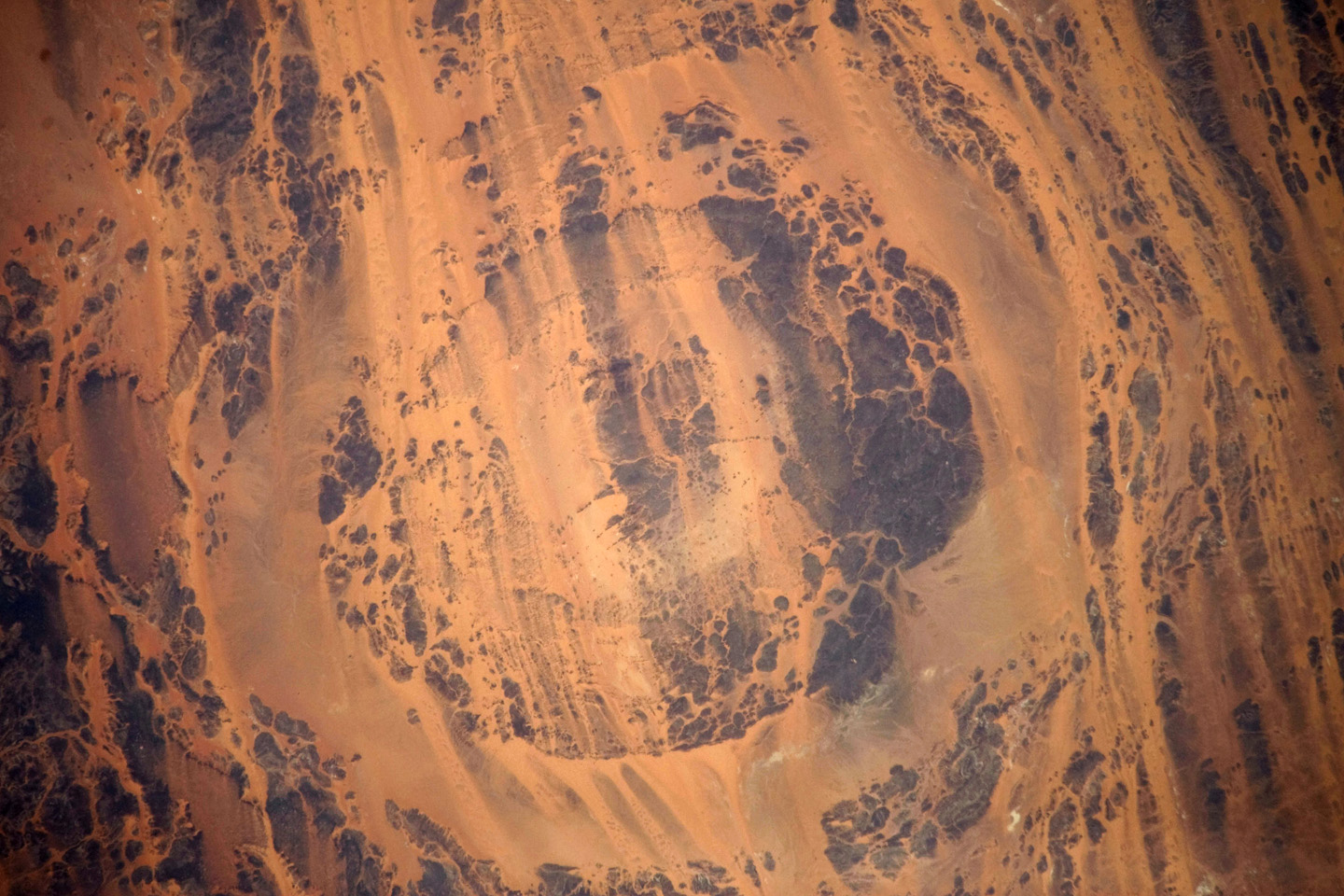
Ярданги у метеоритного кратера Аороунга в Чаде

Ярданги свойственны пустыням Центральной Азии. Встречаются также на плато Тибести и в Аризоне возле населённых пунктов Финикс и Уиндоу-Рок. Ярданги есть также на Марсе. Слово «ярданг» — тюркского происхождения.